# Johann Haas
Johann Haas (Nagyszeben, 1792. május 10. – Szászsebes, 1861. január 15.) evangélikus lelkész.
A gimnáziumot szülővárosában végezte, majd 1812. május 4-én beiratkozott a lipcsei egyetemre. Visszatérve hazájába a gimnáziumban tanított és Samuel von Brukenthal báró múzeumának őre lett; azután nagyszebeni prédikátor. 1829-ben lelkész lett Romoszon, 1848-ban Nagyapoldon és 1860-tól Szászsebesen.
Munkája: Numophylacii Gymnasii Cib. A. C. add. Descriptio. Fasciculus III. Cibinii, 1848.